# Kudjelja
Kudjelja je prirodno celulozno vlakno dobiveno namakanjem i mehaničkom obradom stabljike konoplje.  Kudjelja služi za proizvodnju užarske robe i platna za jedra. Kudjelja se koristi i kao brtva na spojevima cijevi (na primjer vodovodnih cijevi). Iako postoji niz suvremenih materijala za ovu namjenu, kudjelja se još uvijek često koristi za učinkovito sprječavanje istjecanja tekućine iz cjevovoda.
Kučina je kratko likovo vlakno koje ostaje nakon češljanja pri preradbi lana, konoplje i jute. U vlaknatom obliku koristi se kao punilo i izolacijski materijal u građevinarstvu, a može se preraditi u grubu pređu i konopce.

## Konop
Uže od biljnih ili sintetskih materijala kadšto se naziva konop ili konopac. Nekada su se užad pravila isključivo od prirodnih sirovina, kao što su sisal (listovi), konoplja, manila (stablo) ili ljuske kokosovih oraha. Najprije se vlakna sakupe, a potom češljaju i ispravljaju u posebnom stroju iz kojeg izlaze u vidu dugih traka. Više takvih traka se upredaju i po nekoliko puta kako bi se dobilo uže željene debljine.

## Papir
Smatra se da se papir u današnjem smislu te riječi pojavio u drevnoj Kini. Kinezi su već ranije upotrebljavali svilene tkanine po kojima se moglo pisati tušem pomoću kista. Godine 105. zaslugom kineskog ministra Cai Luna (Ts’ai Luna) uveden je postupak kojim su se biljna vlakanca izluživala iz biljnog tkiva. Kao izvor vlakanaca upotrebljavali su kukuljice (čahure) svilene bube, bambusove prutove, rižinu slamu, konoplju, lan te koru nekih vrsta tamošnjih biljaka (od sirovina koje u osnovi imaju vlaknastu strukturu.). Taj vlaknasti materijal ručno su drobili i usitnjavali zajedno s komadima starih ribarskih mreža i starih krpa u kamenim posudama pomoću drvenog bata.

### Lan i konoplja
Obradom dugačkog vlakna lana ili konoplje alkalnim postupkom na povišenoj temperaturi dobije se polutvorevina s vlakancima duljine od 5 do 50 mm. Takav se poluproizvod ne može izravno mljeti u suvremenim konusnim mlinovima, već se radi skraćivanja vlakana melje u holenderu. Papir od tako pripremljene sirovine dobro je oblikovan i čvrst, što je važno za izradu kvalitetnog cigaretnog papira. Ranije se ta sirovina upotrebljavala za proizvodnju tankog i neprovidnog biblijskog papira za tiskanje vrlo skupih knjiga. 

### Juta, sisal i kenaf
Duga vlakna tih biljaka daju alkalnom obradom na povišenoj temperaturi kratka vlakanca (od 3 do 5 mm), koja se lako melju u konusnim mlinovima i mogu se upotrijebiti umjesto sve manje raspoložive drvne celuloze. Stručnjaci u SAD predviđaju da će upravo kenaf postati u budućnosti vrlo važan u proizvodnji papira.